# Scalthwaiterigg Hay and Hutton in the Hay
Scalthwaiterigg Hay and Hutton in the Hay var en civil parish 1866–1897 när den delades mellan nybildade civil parish Scalthwaiterigg och utökade New Hutton, i grevskapet Cumbria i England. Civil parish var belägen 3 km från Kendal och hade 653 invånare år 1891.